# Libytheana larvata
Libytheana larvata är en fjärilsart som beskrevs av John Kern Strecker 1877. Libytheana larvata ingår i släktet Libytheana och familjen praktfjärilar. Inga underarter finns listade i Catalogue of Life.